# Advanced Simulation and Computing Program
L'Advanced Simulation and Computing Program (precedentemente chiamato Accelerated Strategic Computing Initiative, o ASCI) è un progetto statunitense volto allo sviluppo di supercomputer di nuova generazione per poter sostituire i test nucleari nel sottosuolo con simulazioni svolte dai supercomputer. I supercomputer secondo il progetto dovrebbero simulare anche l'invecchiamento dell'arsenale atomico statunitense in modo da migliorare e razionalizzare la manutenzione dello stesso. Il progetto venne creato dopo la moratoria statunitense del 1992 sugli esperimenti atomici.
Molti sistemi prodotti dal progetto sono entrati nella TOP500.

## Supercomputer
- ASCI Q
- ASCI White
- ASCI Red
- ASCI Blue Pacific
- ASCI Blue Mountain
- ASCI Thor's Hammer
- ASCI Purple
- Blue Gene/L
- Sequoia